# Theaterplaz

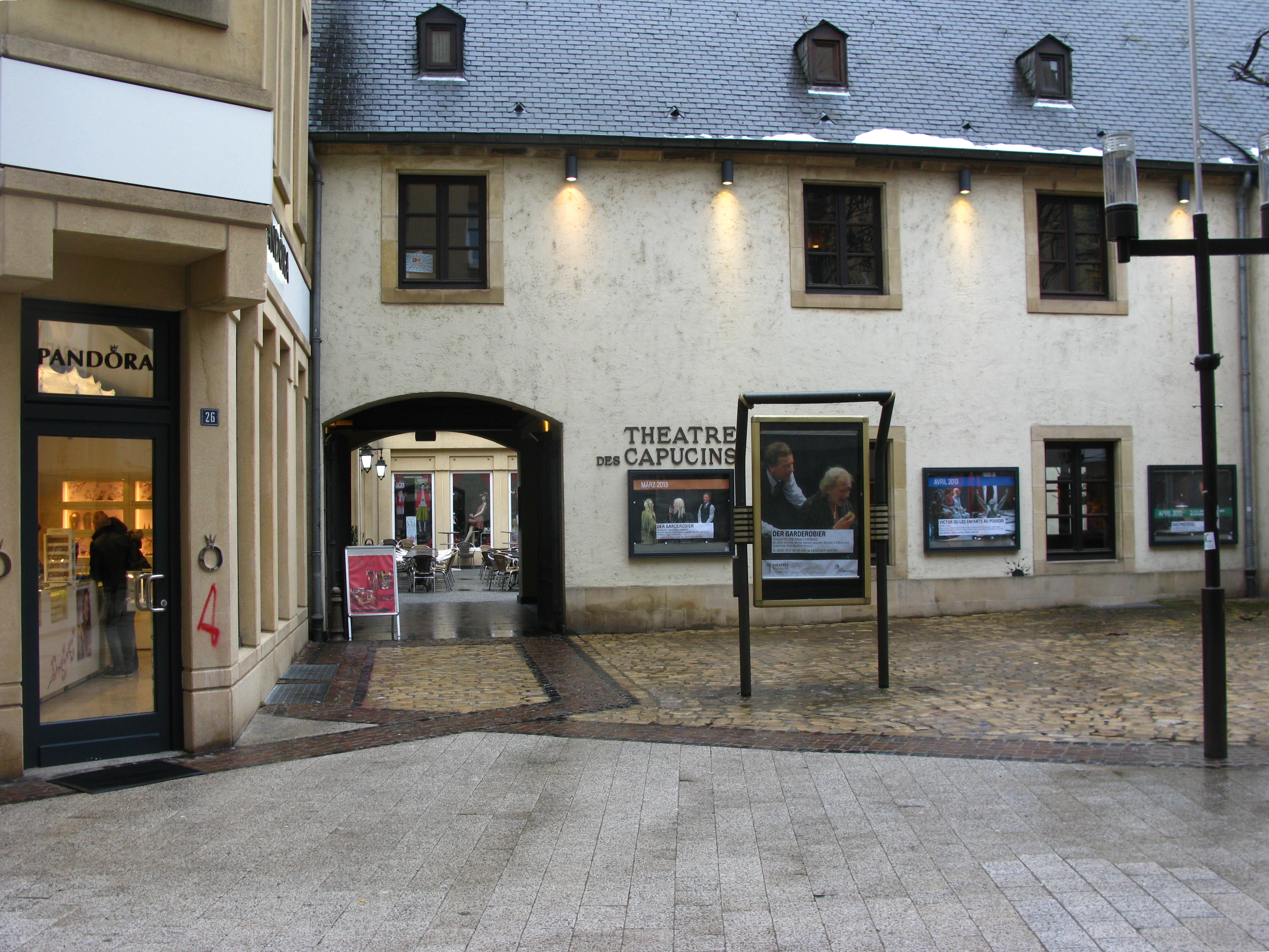
Kapuzinertheater

Der Theaterplaz (luxemburgisch; frz.: Place du Théâtre) ist ein öffentlicher Platz der Stadt Luxemburg. Er liegt in der Luxemburger Oberstadt an der Côte d'Eich und wird nördlich von der Rue Beaumont begrenzt. Der Platz, der am Rande der weitläufigen innerstädtischen Fußgängerzone liegt, ist mit einem öffentlichen, 480 Plätze fassenden Parkhaus unterkellert. Dieser rechteckige Platz wurde 1872 auf weitgehend unbebauter Fläche geplant.
Das im Norden des Platzes liegende ehemalige Kapuzinerkloster, das seit 1868 im Besitz der Stadt war und von 1894 bis 1964 als Stadttheater genutzt wurde, ist Namensgeber. Heute ist darin das Théâtre Capucins. Bis zu seiner umfassenden Bebauung war der Platz ein ringsum von Straßen gesäumter urbaner Freiraum mit Zierpflanzen und einem Denkmal zu Ehren Prinzessin Amalia in der Mitte. Dort befindet sich seit 1987 die Gauklertruppe Saltimbanques der Künstlerin Bénédicte Weis. In der Nordostecke war bis 1963 das Kino Vox angesiedelt, nachdem das 1928 gegründete Cinéma Catholique geschlossen worden war. In den Jahren 1931 bis 1940 hieß es Cinéma Associatin Sainte Famille, über den Zweiten Weltkrieg wurde es als Soldatenkino benutzt. Seit 1975 ist dort die Cinémathèque Municipale untergebracht ist, nachdem sich in der Zwischenperiode hier der Ciné Club 80 befand.
Die Süd- und Westseite ist mit Wohn- und Geschäftshäusern bestanden. In der Mitte befindet sich die aus sechs Personen bestehende Figurengruppe Saltimbanques von Bénédicte Weis.